# ジェームス・ダン
ジェームス・ダン（James Dun, 日本名・壇治衛、1898年11月29日 - 1950年4月2日）は、日本で活動した音楽家・ピアニスト。明治期のお雇い外国人で後に駐日米国公使を務めたエドウィン・ダンの次男。幼少期を直江津で過ごし、在学した直江津小学校の校歌を後に作曲した。ジェームスが選定した「ベヒシュタイン」のピアノが今でも同校に残されている。

## 経歴
エドウィン・ダン、中平ヤマ（後妻）夫妻の次男として生まれる。四人兄弟で、兄のエドウィン・ダン・ジュニアも音楽家。
1897年（明治30年）に駐日米国公使を辞任した父・エドウィンは、その後も引き続き日本の発展のために貢献したいと考え、当時の新潟県の石油ブームに着眼し、直江津に石油精製工場を造る。インターナショナル石油会社直江津支店支配人を務めることになったエドウィンは、1901年（明治34年）、一家で直江津に移住する（当時の地元の記録によると、1907年（明治40年）7月まで住んでいたとされている）。この直江津滞在中、ジェームスは兄や弟とともに直江津小学校に通う。その後、一家は東京に戻り、ジェームスは慶應義塾幼稚舎、慶應義塾普通部を経て、1918年（大正7年）3月に東京音楽学校本科器楽部を卒業、1920年（大正9年）3月には同研究科を修了する。同年5月28日に日本に帰化する。神戸絢（かんべ あや、東京音楽学校）、ハンカ・ペツォルト（東京音楽学校）に師事したのち、1922年（大正11年）ドイツに留学。ベルリン国立音楽学校教授リヒャルト・レスラーに就き、1924年（大正13年）帰国する。
1926年（大正15年）7月に声楽家の村山道子と結婚。1928年（昭和3年）11月30日、直江津小学校同窓会の依頼で、昭和3年の御大典記念に同窓会が母校に寄贈するピアノとして、当時世界最高と言われたベヒシュタインピアノを選定、直江津小学校同窓会主催の「ピアノ披露大演奏会」にて夫妻で演奏した。また1931年（昭和6年）9月28日には、ジェームスが作曲した直江津小学校の新校歌を発表する新校歌制定発表会に、作曲者として夫妻で招待された。この校歌は現在も歌われている。演奏活動のほか、東洋音楽学校、成城学園、日本大学芸術科、東京音楽園等で講師・教授を務めた。戦時中は「壇治衛」と改名した。
1950年（昭和25年）4月2日、東京・吉祥寺の病院で脳出血のため死去。翌日の新聞の死亡記事には「日大芸術科ピアノ教授」と記されている。